# Tom Sack
Thomas „Tom“ Sack (* 30. März 1982 in Dresden) ist ein deutscher Kunsthändler und Rechtsanwalt, der als Kunstfälscher und Kunstbetrüger Bekanntheit erlangte, nachdem er nicht nur herkömmliche Fälschungen von Werken bekannter Maler anfertigte, sondern auch frei erfundene Künstler in den Kunstmarkt integrierte, Einträge in Auktionspreisdatenbanken manipulierte und auf diese Weise selbstgemalte Bilder für überhöhte Preise verkaufte.

## Unternehmerische Tätigkeit
Anfang der 2000er Jahre betrieb Sack in Berlin-Zehlendorf das Unternehmen kunstkommission.de, das den Kommissionshandel mit Kunstwerken und Antiquitäten über das Internet zum Gegenstand hatte. Im Rahmen seines geschäftlichen Auftretens gab er sich auch als Kunsthistoriker und Galerist von angeblich neu entdeckten Künstlern aus. Zusätzlich war er bis Ende 2005 als Inhaber einer Firma TS-Kunsthandel e.K. mit Sitz in Rudolstadt und dem Geschäftszweig Handel mit Kunstgegenständen jeder Art im Handelsregister eingetragen. 2006 gründete er eine englische Limited mit dem Namen Invenit, über die nichts weiter bekannt ist. Die Firma wird als dissolved im englischen Handelsregister geführt.
Sack verfügt über ein abgeschlossenes Jurastudium und ist heute als Rechtsanwalt im Rintelner Ortsteil Schaumburg-Rosenthal in eigener Kanzlei tätig. Daneben betreibt er unter dem Firmennamen Sack Echte Kunst weiterhin einen gewerblichen Kunsthandel.

## Kunstskandal und gerichtliche Verurteilungen

### Ermittlungen
Nachdem Sack 2005 unwissentlich ein gestohlenes Gemälde eines flämischen Malers aus dem 17. Jahrhundert zum Kauf angeboten hatte, kam es zu einer Durchsuchung seiner Räumlichkeiten durch die auf Kunstkriminalität spezialisierte Ermittlungsgruppe um René Allonge vom LKA Berlin. Ermittelt wurde zunächst nur wegen des Verdachts der Hehlerei. Neben dem gesuchten Bild wurde ein Stempel mit der Aufschrift Nachlass E.L. Kirchner als Zufallsfund sichergestellt, eine Nachmachung des sogenannten Basler Nachlassstempels, mit dem der zeichnerische Nachlass des deutschen Expressionisten Ernst Ludwig Kirchner vom Kunstmuseum Basel gekennzeichnet wurde. Danach wurden die Ermittlungen ausgedehnt, und 2006 kam es erneut zu einer Durchsuchung. Es wurden weitere Beweismittel gefunden, die auf eine umfangreiche Aktivität Sacks als Fälscher und Betrüger hinwiesen.
Trotz der laufenden Ermittlungen verlegte Sack 2006 seinen Geschäftssitz nach Rinteln, wo er ein größeres Haus erwarb und den Namen seines Unternehmens in Kunsthaus Schaumburg und später in Sack Echte Kunst änderte. 2008 wurde von der nun zuständigen Staatsanwaltschaft Bückeburg ein weiteres Ermittlungsverfahren gegen ihn eingeleitet, und es kam zu weiteren Durchsuchungen. Hierbei wurde eine größere Anzahl zum Verkauf bereitstehender Kunstwerke und Geschäftsunterlagen beschlagnahmt.
Insgesamt dauerten die Ermittlungen im Fall Sack etwa fünf Jahre.

### Erfundene Künstler, manipulierte Auktionsergebnisse und falsche Versprechungen
Seitens der Ermittlungsbehörden wurde der Vorwurf erhoben, Sack habe nicht nur Kunstwerke berühmter Maler gefälscht, sondern auch mehrere Künstler einschließlich Biografie frei erfunden und Einträge in Auktionspreisdatenbanken manipuliert. Für ein Werk der von Sack angeblich vertretenen, 1971 in Paris geborenen Künstlerin Cara Gano, die in Madrid Kunst studiert haben soll, befand sich etwa ein völlig unrealistisches Auktionsergebnis von 41.700,00 Euro für ein nichtssagendes Acrylbild im Format 20 × 100 cm mit dem Titel Ohne Titel in der Datenbank Artprice, was Sack gegenüber Kaufinteressenten ausdrücklich als Indiz für eine hohe internationale Nachfrage nach Werken der Malerin hervorhob. Dies hatte zur Folge, dass hunderte Sammler jahrelang völlig überhöhte Preise für Cara-Gano-Bilder zahlten. Die an sich wertlosen Bilder wurden in Wirklichkeit von Sack und seiner Lebensgefährtin Isabell S. mit billigsten Materialien selbst gefertigt und rückseitig mit einem Stempel Atelier Cara Gano – Original versehen. Sack ließ den Begriff Cara Gano zudem als Wortmarke für Uhren und Schmuck und Gemälde beim Deutschen Patent- und Markenamt eintragen. Mit Wirkung zum 19. Dezember 2014 ließ er die Marke mittels Verzichtserklärung löschen.
Eine zusätzliche Masche, die Preise in die Höhe zu treiben, waren sogenannte „notariell beglaubigte Rückkauf-Verpflichtungen“. Mit diesen Dokumenten wurde den Käufern die Möglichkeit versprochen, die Bilder nach einigen Jahren für Geldbeträge bis 50.000 Euro an die Firma Kunstkommission zurück zu verkaufen. Dies stand unter der Bedingung, dass nicht bis zu einem Stichtag bestimmte Preiseintragungen über die Künstlerin Cara Gano in den Kunstmarkt-Datenbanken erfolgt waren, was den Käufern wiederum den Verkauf der Bilder mit viel Gewinn ermöglichen sollte. Da diese Eintragungen von Sack selbst herbeigeführt wurden, waren die Rückkaufoptionen in Wirklichkeit wertlos.

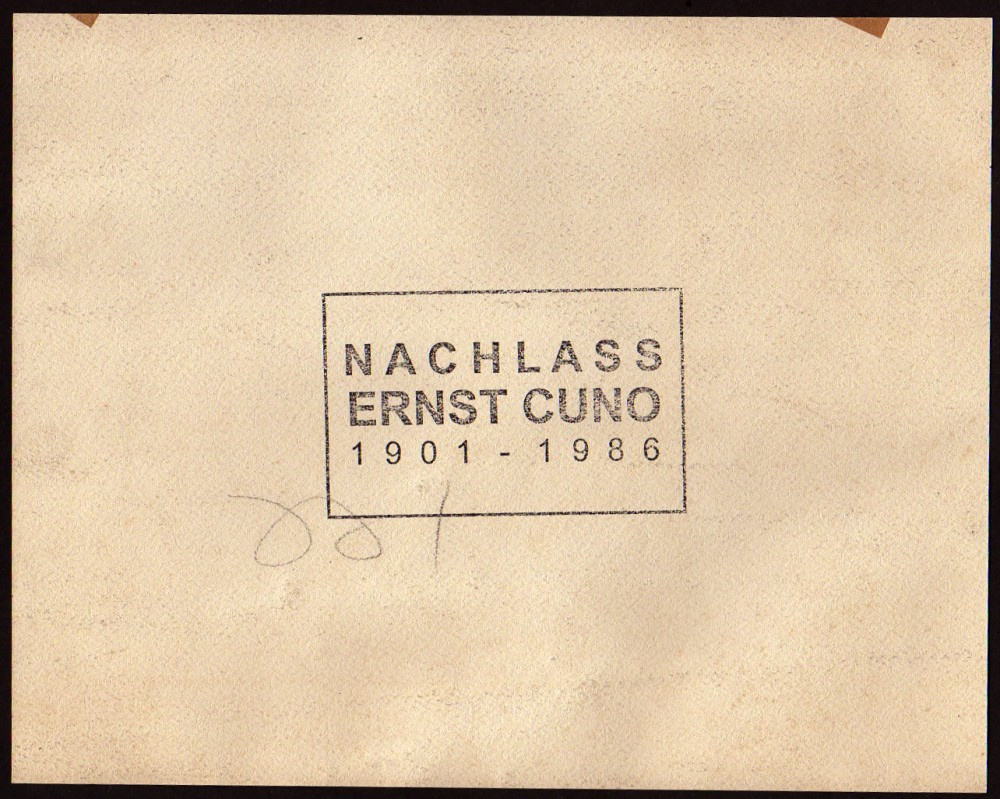
Stempel Nachlass Ernst Cuno auf der Rückseite einer Zeichnung

In einem anderen Fall hatte er angeblich den Nachlass eines Künstlers namens Ernst Cuno (1901–1986) bei einer Haushaltsauflösung gekauft, tatsächlich aber auch diese Bilder selbst gemalt oder wertlose Zeichnungen aus Studienmappen mit einem selbst gefertigten Nachlassstempel versehen.
Eine weitere Erfindung Sacks ist der angeblich 1938 geborene Künstler Joe Kapingo. Ein mit J. Kapingo signiertes Gemälde mit dem Titel Face wurde 2006 in einem Leipziger Kunstauktionshaus für 3.150 Euro versteigert. Wie im Fall Cara Gano war auch dieses Auktionsergebnis fingiert, um den Bildern des neu erfundenen Malers eine erste „preisliche Hausnummer“ zu verpassen. Danach wurden die Bilder über eBay und klassische Auktionshäuser vertrieben. Allein im Fall Kapingo soll es mehr als 80 Geschädigte gegeben haben. 2015 wurde ein Gemälde in einem Schweriner Auktionshaus als Joe Kapingo (wohl Pseudonym Tom Sack) für einen Mindestpreis von 120 Euro angeboten. 2022 tauchte erneut ein Gemälde im Handel auf und wechselte in einem Berliner Auktionshaus als Kapingo, Joe (geb. 1938 Berlin) für 220 Euro den Besitzer.
Auch ein Maler Hans Spiegel mit den Lebensdaten 1911–1999 ist eine Kreation Sacks und nicht zu verwechseln mit dem tatsächlich existenten Hans Spiegel (1894–1966). Bilder aus dem angeblichen Nachlass des 1999 verstorbenen Spiegel, gekennzeichnet mit einem erfundenen Nachlass-Stempel, wurden über verschiedene eBay-Verkaufsagenten vertrieben. Die Verwechslungsgefahr beim Publikum war offensichtlich beabsichtigt.
Laut Anklageschrift soll Sack mit seiner Masche rund eine Million Euro eingenommen haben.

### Prozesse und Verurteilung
Die Staatsanwaltschaften in Berlin und Bückeburg erhoben 2009 unabhängig voneinander Anklage wegen Betrugs und Urkundenfälschung. Die Berliner Anklage hatte klassische Kunstfälschungen zum Gegenstand, die Bückeburger Anklage daneben auch den Tatkomplex um die erfundenen Künstler mit 201 Anklagepunkten. Zunächst kam es im Herbst 2010 zur Eröffnung der Hauptverhandlung vor dem Amtsgericht Tiergarten als erweitertes Schöffengericht. Die Richter sahen es als erwiesen an, dass Sack Zeichnungen von Ernst Ludwig Kirchner, Paul Cézanne, Carl Spitzweg und Gustav Klimt gefälscht und in betrügerischer Absicht über das Internet verkauft hat. Das Gericht verurteilte ihn nach sechs Verhandlungstagen wegen gewerbsmäßigen Betrugs in Tateinheit mit gewerbsmäßiger Urkundenfälschung in neun Fällen zu einer Freiheitsstrafe von zwei Jahren auf Bewährung und hob in seiner Urteilsbegründung hervor, dass es sich bei den abgeurteilten Taten höchstwahrscheinlich nur um die Spitze eines Eisbergs handle. In dem Prozess waren namhafte Fachleute als Sachverständige tätig, so der Spitzweg-Experte Jens Christian Jensen, Sigrid Achenbach (ehemalige Kuratorin des Berliner Kupferstichkabinetts), Martin Fritsch (ehemaliger Direktor des Käthe-Kollwitz-Museums) und Katrin Stoll (Leiterin des Münchener Auktionshauses Neumeister).
Das Berliner Urteil führte dazu, dass die 1. Große Strafkammer des Landgerichts Bückeburg Anfang 2011 das Verfahren um die erfundenen Künstler aus Opportunitätsgründen einstellte, jedoch Sack eine Entschädigung für finanzielle Nachteile verweigerte, die durch die Ermittlungsmaßnahmen entstanden sind. Sack hatte angegeben, durch die Beschlagnahme seiner Waren und Computer, aber auch durch den Rufschaden insolvent geworden zu sein. Man gab ihm schließlich sämtliche von der Staatsanwaltschaft Bückeburg beschlagnahmten Gegenstände zurück. In dem Bückeburger Prozess war der Kunsthistoriker Nils Büttner von der Staatlichen Akademie der Bildenden Künste Stuttgart als Sachverständiger für das Gericht tätig.
Sack legte gegen das Urteil des Amtsgerichts Tiergarten erfolgreich Berufung ein. Das Landgericht Berlin setzte das Strafmaß mit Urteil vom 11. Juli 2011 auf ein Jahr Freiheitsstrafe zur Bewährung herab. Die Staatsanwaltschaft ging hiergegen in Revision. Daraufhin legte auch Sack Revision ein. Der 3. Strafsenat des Berliner Kammergerichts bestätigte schließlich das Urteil des Landgerichts mit Beschluss vom 15. März 2012. Damit war das Strafverfahren nach knapp sieben Jahren rechtskräftig abgeschlossen.

### Verbotene Mitteilungen über Gerichtsverhandlungen und Porträt des Staatsanwalts
Während der laufenden Ermittlungen versuchte Sack, sich gegen die Vorwürfe öffentlich zu wehren, indem er angeblich entlastende Dokumente wie ein Video einer Durchsuchung und Schriftstücke aus den Ermittlungsakten ins Internet stellte, etwa Durchsuchungsbefehle oder auch die Anklageschrift der Staatsanwaltschaft Bückeburg. Für diese Veröffentlichungen wurde er in mehreren separaten Strafverfahren zu Geldstrafen verurteilt, und es entwickelte sich eine regelrechte Justizposse. Sack war der Ansicht, die einschlägige Strafvorschrift des § 353d Nr. 3 StGB (Verbotene Mitteilungen über Gerichtsverhandlungen) könne nicht gegen ihn als Beschuldigten angewandt werden, da die Norm gerade seinen Schutz vor öffentlicher Vorverurteilung in der Presse bezwecke, er aber bewusst auf diesen verzichte. Tatsächlich war es zu unterschiedlichen Auffassungen in Rechtsprechung und Literatur über die Auslegung der Strafvorschrift gekommen. Das Bundesverfassungsgericht stellte schließlich mit Beschluss vom 27. Juni 2014 auf Sacks Verfassungsbeschwerde hin klar, dass auch der Angeklagte 'Täter der Strafvorschrift' sein könne.
Als weitere Protestaktion malte Sack ein Ölbild mit dem Titel Staatsanwalt L. mit Ermittlungsakte und bot dieses als nunmehr einzigen und letzten Artikel für 10.000 Euro in seinem Internet-Shop zum Kauf an. Das Gemälde zeigt das Konterfei eines bestimmten Staatsanwalts, der 2008 große Mengen an Kunstwerken beschlagnahmen ließ und faktisch die Schließung von Sacks Gewerbebetrieb veranlasste. Der Staatsanwalt ließ auch dieses Gemälde beschlagnahmen, da er einen Verstoß gegen das Kunsturhebergesetz, worin das Recht am eigenen Bild geregelt ist, zu erkennen glaubte. Es wurde ein weiteres Strafverfahren gegen Sack eingeleitet, das sich durch drei Instanzen zog und 2010 mit einem Urteil des Oberlandesgerichts Celle endete. Der Strafsenat entschied, dass die Persönlichkeitsrechte des Staatsanwalts im konkreten Einzelfall zugunsten der Kunstfreiheit zurücktreten müssten. Sack erhielt daraufhin das Gemälde zurück.

### Sonstiges
Sack kam in dem 2009 von den Sendern Arte und 3sat ausgestrahlten Dokumentarfilm Große Meister – Leichte Beute? zu Wort. Er rechtfertigte sein Vorgehen damit, dass es in seinem Fall keine wirklichen Opfer gebe, da die Käufer ein spekulatives Risiko eingegangen seien. Es sei möglich, mit den von ihm verkauften Werken bei einem Weiterverkauf viel Geld zu verdienen, aber genauso könne sich auch das eingegangene Risiko verwirklichen. Dies bezog sich auf zwei zweifelhafte Gemälde, angeblich Werke von Max Liebermann und Kees van Dongen, die Sack für 19.000 Euro an Kunstsammler verkauft hatte. Tatsächlich wären echte Kunstwerke dieser beiden Maler ein Vielfaches dieses Geldbetrags wert.
In einem Interview mit dem Sender RTL äußerte sich Sack dahingehend, dass er in seinen Angeboten keine verbindlichen Zusicherungen, sondern jeweils nur persönliche Einschätzungen zur Urheberschaft der Kunstwerke abgegeben habe. Die Justiz tue aber so, als habe er die Echtheit ausdrücklich garantiert.
Ein Sammler, der sich von Sack getäuscht fühlt, ist der deutsche Journalist Markus Günther. Günther erwarb bei Sack eine mit Max Liebermann signierte Ölskizze für 7.051 Euro, die später vom Liebermann-Experten Matthias Eberle als „plumpe Fälschung“ entlarvt wurde.
Arbeiten von Tom Sack werden heute als solche im Handel bezeichnet.

## Trivia
Im Dezember 2015 meldete Sack eine Anzeigevorrichtung zur Darstellung der Tag-Nacht-Grenze, insbesondere zur Verwendung in Weltzeituhren zum Patent an.
Im September 2021 kandidierte Sack bei den niedersächsischen Kommunalwahlen für das Wählerbündnis Rintelner Interessen. Er erhielt einen Sitz im Ortsrat Deckbergen-Schaumburg-Westendorf.